# Meczet Księgarzy
Meczet Księgarzy (arab. مسجد الكتبية, Masdżid al-Kutubijja, fr. Mosquée Koutoubia) – największy meczet w marokańskim Marrakeszu. Budowę meczetu rozpoczął w 1147 roku sułtan Abd Al-Mumin, założyciel dynastii Almohadów, jednak w roku 1158 rozebrano meczet ze względu na błędne wyznaczenie kibli i tym samym położenia ściany z mihrabem. Nowy meczet został ukończony w 1199 roku, pod koniec panowania kalifa Jakuba al-Mansura (1184–1199). Według tradycji mieli go wznosić niewolnicy chrześcijańscy pod kierunkiem budowniczych z Andaluzji.
Nazwa pochodzi od arabskiego al-Kutubijjin (księgarz, bibliotekarz), odkąd sprzedawcy rękopisów zaczęli ustawiać koło niego swoje stragany. Minaret ma wysokość 69 m i długość boczną 12,8 m. Wnętrze tworzy sześć sal jedna nad drugą; dookoła nich jest poprowadzona rampa, którą muezin dochodzi na balkon. Meczet jest zbudowany w tradycyjnym arabskim stylu - minaret jest ozdobiony czterema kulami z miedzi. Według legendy, pierwotnie były tylko trzy kule, ale zrobione z czystego złota. Czwartą kulę podarowała żona kalifa al-Mansura, która jako zadośćuczynienie za złamanie postu w Ramadanie kazała przetopić swoją złotą biżuterię w czwartą kulę. Wieża służyła jako wzór dla budowniczych Giraldy w Sewilli.